# True Confessions of a Hollywood Starlet
True Confessions of a Hollywood Starlet is een Amerikaanse televisiefilm van zender Lifetime uit 2008 onder regie van Tim Matheson. De film is gebaseerd op een boek van Lola Douglas.

## Verhaal
Morgan Carter is een tieneractrice wier succes erin heeft geresulteerd dat ze haar nachten feestend doorbrengt in de wildste clubs. Voornamelijk door haar jonge leeftijd komt ze regelmatig in de media door haar buitensporig drankgebruik. Haar moeder lijkt zich niet om haar te bekommeren en haar manager denkt enkel aan geld, dus van een opvoeding hoeft ze niets te verwachten. Wanneer ze na een avond stappen met beste vriendin en actrice Marissa instort op de rode loper, is haar uit de hand gelopen feestgedrag nu ook voor de media bekend.
Haar moeder en manager sturen haar naar aan afkickkliniek. Hierna moet ze voor een zekere periode sober blijven bij haar tante Trudy in Indiana. Ze verandert de kleur van haar haar en neemt de naam Claudia Miller aan. Ze kan moeilijk wennen aan haar leven zonder de luxe en vindt de strenge opvoeding van haar tante maar niets. Ook op de publieke school kan ze het met niemand goed vinden, maar ze leert wel de aantrekkelijke Eli Walsh kennen. Ze worden verliefd, maar het wordt steeds ingewikkelder voor Morgan om te doen alsof ze iemand anders is. Wanneer een klasgenote ontdekt dat ze werkelijk Morgan Carter is, begint ze haar te chanteren. Morgan wordt weer geconfronteerd met haar levensstijl in Hollywood, net nu ze erop vooruitgaat.

## Rolbezetting
| Acteur              | Personage                    |
| ------------------- | ---------------------------- |
| JoJo                | Morgan Carter/Claudia Miller |
| Ian Nelson          | Eli Whitmarsh                |
| Justin Louis        | Sam Rosenbaum                |
| Lynda Boyd          | Bianca Carter                |
| Shenae Grimes       | Marissa Dahl                 |
| Jennifer Miller     | Bully                        |
| Melanie Leishman    | Emily                        |
| Leah Cudmore        | Debbie Ackerman              |
| Valerie Bertinelli  | Tante Trudy                  |
| Dayna Devon         | Haarzelf                     |
| Jonathan Higgins    | Meneer Sappey                |
| Jonathan Potts      | Principal Bowman             |
| Zain Meghji         | Lux Movie Host               |
| Victoria Snow       | Gaby                         |
| Mary Kitchen        | Local Reporter               |
| Billy Turnbull      | Dan                          |
| Rebecca Amare       | Bethany                      |
| Mike 'Nug' Nahrgang | Stan                         |
| Araxi Arslanian     | Cashier                      |
| Dan Duran           | Dave                         |
| Kathryn Haggis      | Lisa                         |